# 嵊州越剧博物馆

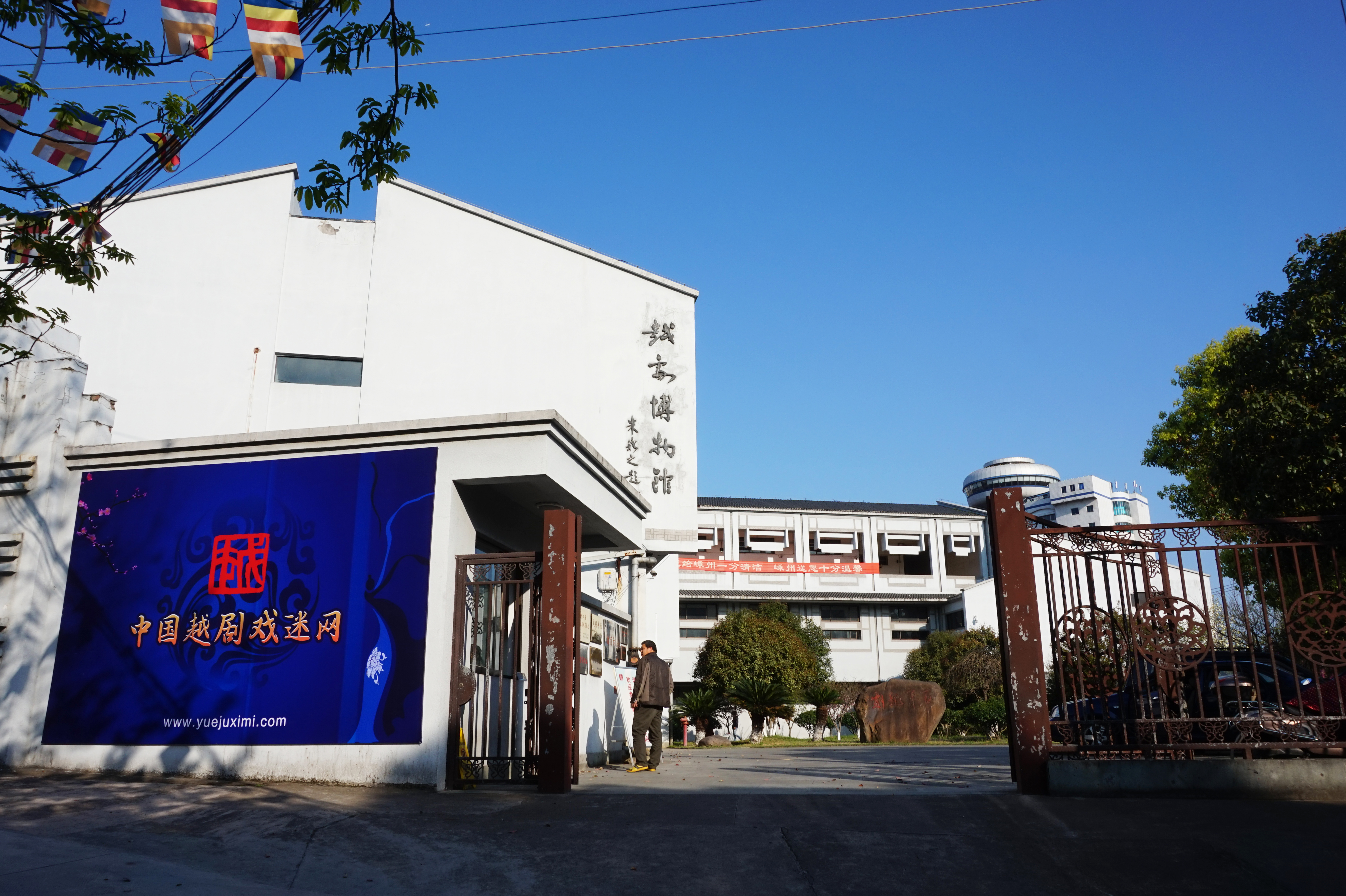

嵊州越剧博物馆，位于中国浙江省嵊州市百步街8号，为中国第一家专业戏曲博物馆。总占地面积2250平方米，馆藏文物2万余件,馆藏以越剧相关文物为主要特色。

## 历史
1985年，越剧博物馆开始筹建。1986年10月，博物馆奠基。1990年10月18日，越剧博物馆开馆。2008年4月起，免费开放。